# Fills de la Llibertat

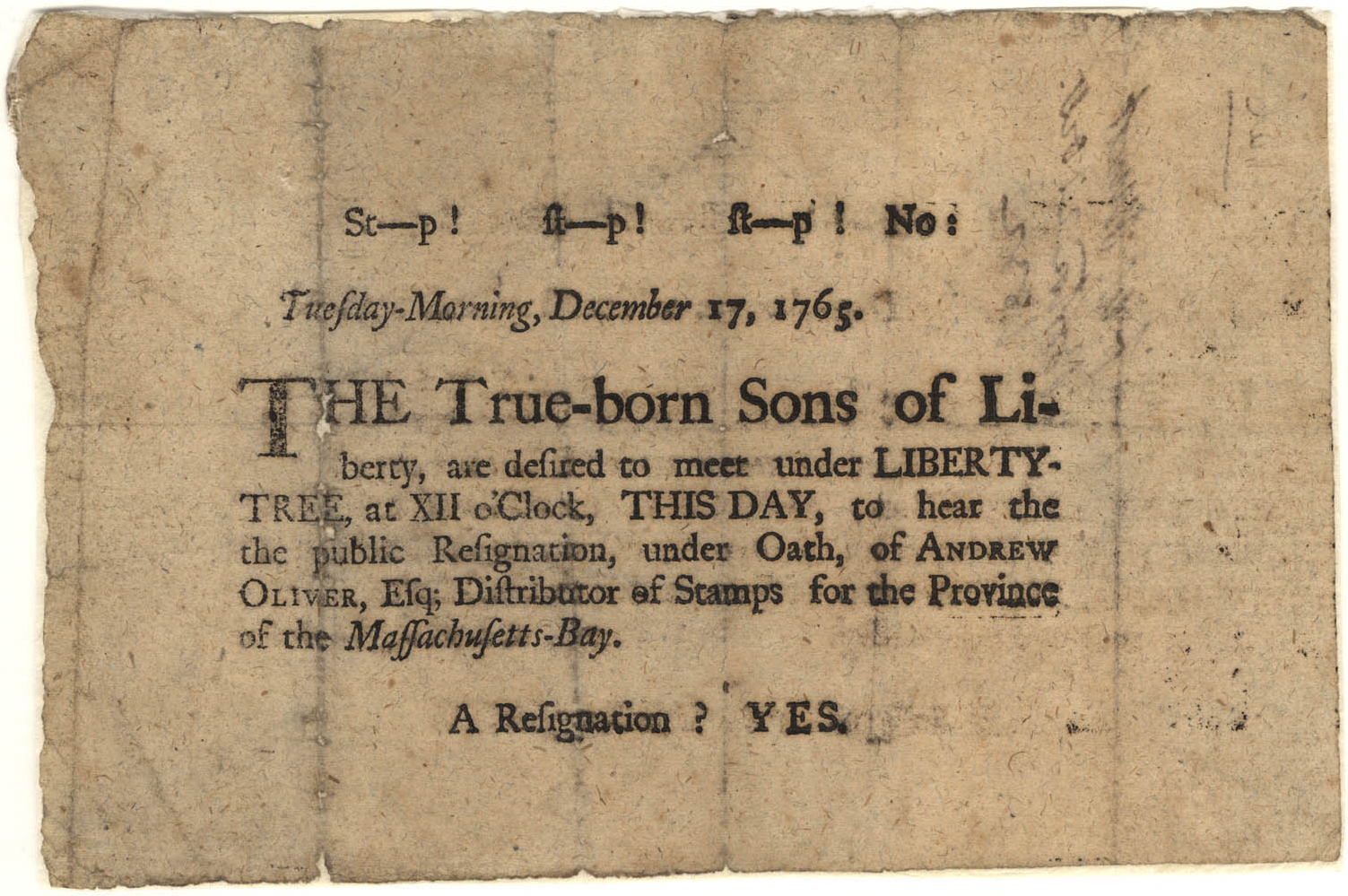
Una octaveta de 1765 sobre l'organització i els seus principis

Els Fills de la Llibertat (Sons of Liberty) fou una organització de colons americans que es va crear a les Tretze Colònies americanes. La societat secreta va ser creada per protegir els drets dels colons i per combatre els impostos del govern britànic. Van tenir un paper important a la majoria de les colònies en la lluita contra la Llei de Timbres (Stamp Act) de 1765. Tot i que oficialment el grup es va dissoldre després que la Llei de Timbres fos derogada, el nom va ser aplicat a altres grups de Patriotes locals durant els anys que precediren la Revolució americana.
En l'imaginari popular, els Fills de la Llibertat va ser una organització clandestina formal amb membres i líders reconeguts. El més probable és que el nom fos un terme clandestí per a qualsevol home que es resistís als nous impostos i lleis de la Corona. La coneguda etiqueta va permetre als organitzadors emetre convocatòries anònimes a l'Arbre de la Llibertat o en qualsevol altre punt de reunió públic. A més, va ser un nom unificador que va ajudar a promoure esforços intercolonials contra el Parlament i les accions de la Corona. El seu lema era "Cap impost sense representació."

## Història

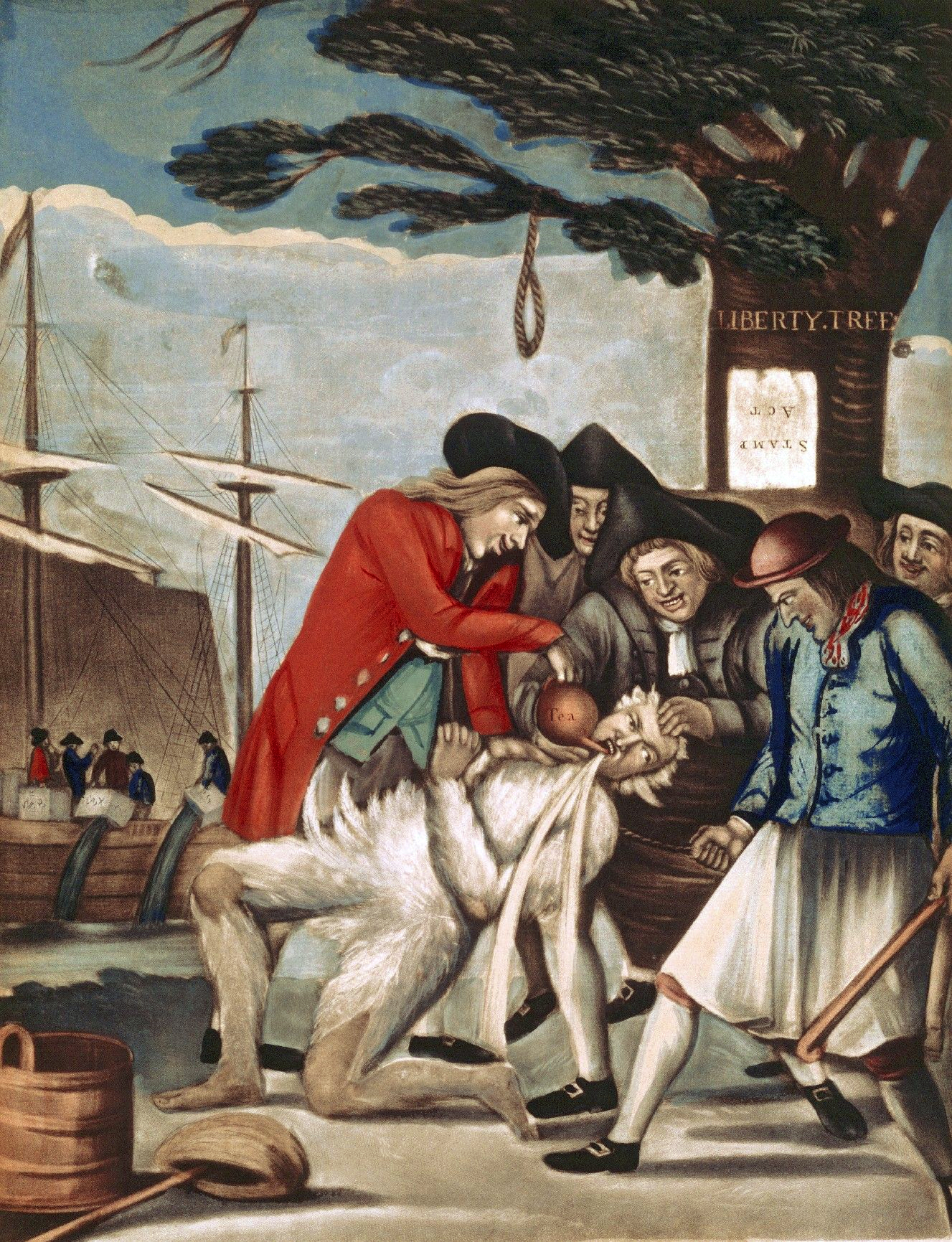
Els bostonians pagant al cobrador d'impostos, impressió propagandística britànica de 1774 referent a l'enquitranament i emplomament del comissionat de duanes de Boston John Malcom quatre setmanes després del motí del te de Boston. Els homes també van abocar te calent a la gola de Malcom; s'aprecia una soga penjant de l'Arbre de la Llibertat i la llei de Timbres clavada cap per avall.

El 1765 el govern britànic necessitava diners per pagar els 10.000 oficials i soldats apostats a les colònies i va planejar que els colons que hi vivien havien de contribuir-hi. Els britànics van aprovar una sèrie d'impostos destinats als colons, molts dels quals van negar-se a pagar certs impostos; argumentaven que no havien de ser considerats responsables dels impostos que s'havien decidit sense cap mena de consentiment a través d'un representant. Això es va conèixer comunament com "Cap Impost sense Representació". El Parlament va insistir en el seu dret a governar les colònies encara que els colons no tinguessin representació al Parlament. L'impost més incendiari va ser la Llei de Timbres de 1765, que va causar una tempesta d'oposició a través de resolucions legislatives (començant a la colònia de Virgínia), manifestacions públiques, amenaces i pèrdues perjudicials ocasionals.
L'organització es va propagar en qüestió de mesos, després d'inicis independents en diverses colònies diferents. L'agost de 1765, el grup es va fundar a Boston, Massachusetts. El 6 de novembre es va crear un comitè a Nova York per a coordinar-se amb altres colònies. Al desembre es va formar una aliança entre grups a Nova York i Connecticut. El gener va donar testimoni d'una relació de correspondència entre Boston i Nova York i al març, Providence havia iniciat connexions amb Nova York, New Hampshire, i Newport, Rhode Island. El març també va marcar el sorgiment d'organitzacions de Fills de la llibertat a Nova Jersey, Maryland, i Boston, un altre exemple de la violència que van cometre es va poder trobar en el tracte a un distribuïdor local de timbre, Andrew Oliver. Van cremar la seva efígie als carrers. En no renunciar, es van intensificar a cremar el seu edifici d'oficines. Fins i tot després de renunciar gairebé van destruir tota la casa del seu estret col·laborador, el vicegovernador Thomas Hutchinson. Es creu que els Fills de la Llibertat van fer això per excitar a les classes baixes i aconseguir que participessin activament en la rebel·lió contra les autoritats. Les seves accions violentes van fer que molts dels distribuïdors de timbres dimitissin per la por.
A principis de la Revolució Americana, els antics Fills de la Llibertat es van unir majoritàriament a grups més formals, com el Comitè de Seguretat.
Els Fills de la Llibertat van popularitzar l'ús de l'enquitranament i emplomament per castigar i humiliar els funcionaris governamentals a partir de 1767. Aquest mètode també s'utilitzà contra els legitimistes britànics durant la Revolució Americana. Aquest càstig va ser utilitzat durant molt de temps pels mariners per castigar els seus companys.

### Nova York
Al desembre de 1773, un nou grup que es feia dir els Fills de la Llibertat va publicar i distribuir una declaració a la ciutat de Nova York anomenada l'Associació dels Fills de la Llibertat a Nova York, que establia formalment la seva oposició a la Llei del Te i que qualsevol persona que col·laborés en l'execució de la llei seria "un enemic de les llibertats d'Amèrica" i que "qualsevol que transgredeixi cap d'aquestes resolucions, no serà tractat, contractat o tindrem cap connexió amb ell".
Després del final de la Guerra Revolucionària Americana, Isaac Sears juntament amb Marinus Willet i John Lamb, a la ciutat de Nova York, van reviure els Fills de la Llibertat. El març de 1784 es van reunir una enorme multitud que demanava l'expulsió dels lleialistes restants de l'estat a partir de l'1 de maig. Els Fills de la Llibertat van ser capaços de guanyar suficients escons a les eleccions de l'assemblea de Nova York al desembre de 1784 i van promoure un conjunt de lleis punitives contra els lleialistes. En violació del Tractat de París (1783) van fer una crida a la confiscació de les propietats dels lleialistes. Alexander Hamilton va defensar els lleialistes citant la supremacia del tractat.

## Banderes

Bandera de nou barres dels Fills de la Llibertat

El 1767, els Fills de la Llibertat van adoptar una bandera anomenada la bandera de barres rebels amb nou barres verticals, cinc vermelles i 4 blanques. Una bandera amb 13 franges vermelles i blanques horitzontals, utilitzada pels vaixells mercants americans durant la guerra, també es va associar amb els Fills de la Llibertat. Mentre que el vermell i el blanc eren els colors comuns de les banderes, es van utilitzar altres combinacions de colors, com el verd i el blanc o groc i blanc.

## Membres notables

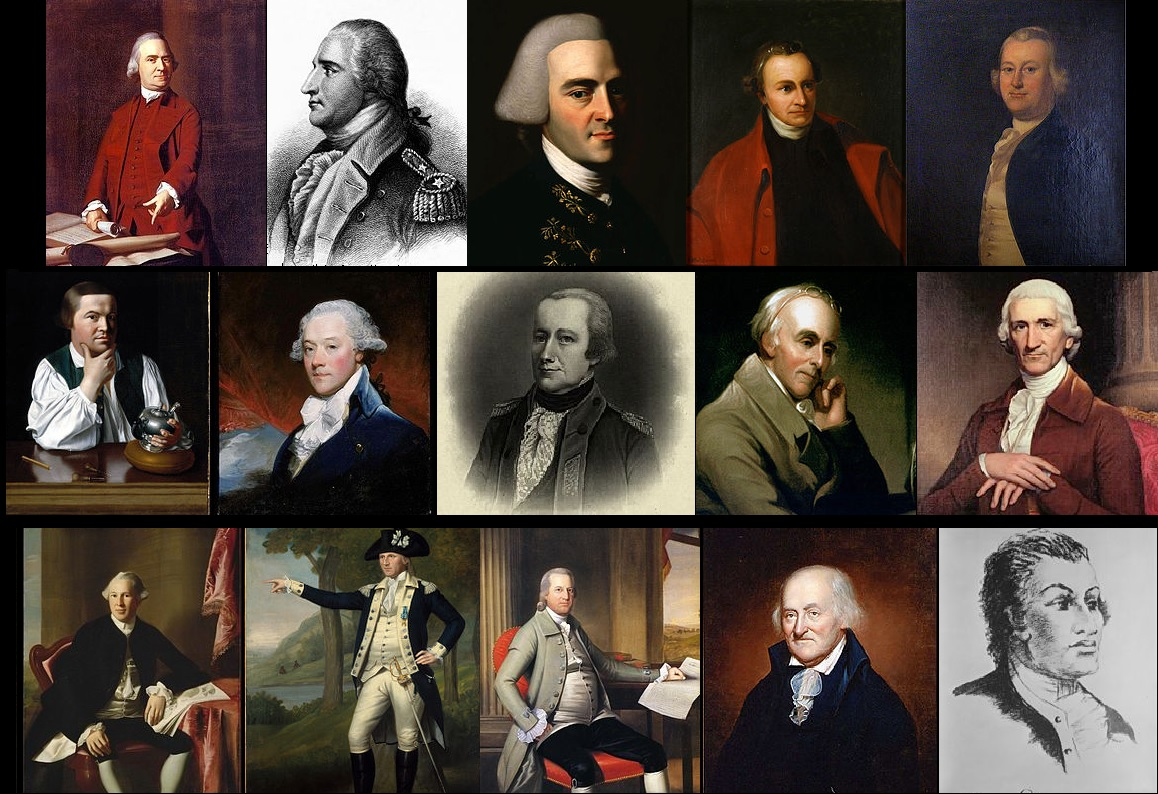
1a Fila: Samuel Adams • Benedict Arnold • John Hancock • Patrick Henry • James Otis, Jr.
2a Fila: Paul Revere • James Cigne • Alexander McDougall • Benjamin Pressa • Charles Thomson
3a Fila: Joseph Warren • Marinus Willett • Oliver Wolcott • Christopher Gadsden • Haym Salomon

- Samuel Adams – escriptor polític, recaptador d'impostos. Va fundar els Fills de la Llibertat, Boston
- Joseph Allicock, africà-americà que va ser dirigent dels Fills a Nova York.[15]
- Benedict Arnold – homede negocis, més tard general a l'Exèrcit Continental i després a l'Exèrcit britànic[16]
- Timothy Bigelow – ferrer, Worcester
- John Crane – fuster, coronel al comandament del 3r Regiment Continental d'Artilleria, Braintree
- Benjamin Edes – periodista/editor de la Gaseta de Boston, Boston
- Christopher Gadsden – mercant, Charleston, Carolina del Sud
- John Hancock – mercant/contrabandista/guardabosc, Boston[17]
- Patrick Henry – advocat, Virginia
- John Lamb – comerciant, ciutat de Nova York
- Alexander McDougall – capità de corsaris, ciutat de Nova York
- James Otis – advocat, Massachusetts
- Charles Willson Peale – pintor de retrats i fabricant de selles, Annapolis, Maryland
- Paul Revere – argenter/guardabosc, Boston[18]
- Benjamin Rush – metge, Filadèlfia
- Isaac Sears – capità de corsaris, ciutat de Nova York
- Haym Salomon – agent de finances, Nova York i Filadèlfia
- James Swan – financer i patriota, Boston
- Isaiah Thomas – impressor, Boston i després Worcester, 1r en llegir la Declaració d'Independència a Massachusetts[19]
- Charles Thomson – tutor/secretari, Filadèlfia[20]
- Joseph Warren – doctor/soldat, Boston
- Thomas Young – doctor, Boston
- Marinus Willett – ebenista/soldat, Nova York[21]
- Oliver Wolcott – advocat, Connecticut

## Societats més tardanes
En diverses èpoques, petites organitzacions secretes van adoptar el nom de "fills de la llibertat". Generalment aconsegueixen molt pocs rècords.
El nom també va ser utilitzat durant la Guerra Civil americana. El 1864 el grup Copperhead els Cavallers del Cercle Daurat, va crear una branca anomenada Ordre dels Fills de la Llibertat. Tots dos van ser objecte d'acusació federal en 1864 per traïció, especialment a Indiana.
El 1948, en resposta a les polítiques britàniques a Palestina, una ala radical del moviment sionista va llançar un boicot als EUA contra les pel·lícules britàniques. S'autoanomenava els "Fills de la Llibertat".